# Фишево (остановочный пункт)
Фишево (пол. Fiszewo) — остановочный пункт железной дороги в деревне Фишево в гмине Гроново-Эльблонске, в Варминьско-Мазурском воеводстве Польши. Имеет 2 платформы и 2 пути.
Остановочный пункт на железнодорожной линии Мальборк — Бранево, построен в 1988 году.